# 法國那爛陀寺
法國那爛陀寺（法語：Monastère Nalanda），是欧洲唯一的藏传佛教寺院，隶属藏傳佛教格魯派，坐落於法国西南部塔恩省聖喬治堡市郊，於1981年由土丹耶喜喇嘛與土丹索巴仁波切創建，屬於捍衛大乘傳統聯合會下屬組織。
土丹耶喜喇嘛的转世丹津奥瑟仁波切不时地在此寺院弘扬佛法。
法國那爛陀寺名字取自印度那烂陀寺，其出家眾大多來自歐洲國家。